# Zeuxia elegans
Zeuxia elegans är en tvåvingeart som beskrevs av Louis-Paul Mesnil 1963. Zeuxia elegans ingår i släktet Zeuxia och familjen parasitflugor. Inga underarter finns listade i Catalogue of Life.